# The Perks of Being a Wallflower
The Perks of Being a Wallflower är en amerikansk dramafilm från 2012 som är baserad på en bok med samma namn skriven av Stephen Chbosky. I huvudrollerna finns Logan Lerman, Emma Watson och Ezra Miller.

## Rollista
| Logan Lerman    | – Charlie Kelmeckis |
| Emma Watson     | – Sam               |
| Ezra Miller     | – Patrick           |
| Mae Whitman     | – Mary Elizabeth    |
| Nina Dobrev     | – Candace Kelmeckis |
| Johnny Simmons  | – Brad              |
| Kate Walsh      | – Mrs. Kelmeckis    |
| Dylan McDermott | – Mr. Kelmeckis     |
| Melanie Lynskey | – Aunt Helen        |
| Zane Holtz      | – Chris Kelmeckis   |
| Paul Rudd       | – Mr. Anderson      |
| Reece Thompson  | – Craig             |
| Nicholas Braun  | – Ponytail Derek    |
| Joan Cusack     | – Dr. Burton        |
| Landon Pigg     | – Peter             |
| Adam Hagenbuch  | – Bob               |
| Erin Wilhelmi   | – Alice             |
| Tom Savini      | – Mr. Callahan      |

## Produktion
Filmen spelades in i Pittsburghs storstadsområde mellan den 9 maj och 29 juni 2011. Den inledande inspelningen började i Pittsburgh South Hills och även i Bethel Park i Upper St. Clair och i Peters Township High School.
Scener av filmens huvudpersoner på The Rocky Horror Picture Show filmades på Hollywood Theater i Dormont. Chbosky hade sett The Rocky Show Horror Picture där när han var yngre och bad att få hyra teatern.
Några scener har också spelats in vid Pittsburghs stadsgräns inne i Fort Pitt Tunnel och Fort Pitt Bridge, samt på Mount Washington.